# 若旦那 (ミュージシャン)
若旦那（わかだんな、1976年4月6日 - ）は、日本のレゲエグループ・湘南乃風のメンバーであるミュージシャン。東京都世田谷区出身。血液型A型。世田谷区立千歳中学校、明治学院高等学校卒業、武蔵野美術大学造形学部中退・中央大学法学部中退。元妻は、レゲエミュージシャンのMINMI。2018年11月から本名の新羅慎二（にら しんじ）でソロ活動している。尊敬する人物はさだまさし。

## 来歴
少年時代は不良であり渋谷センター街によく集まっていたが、対立グループとの抗争に負けて限界を感じ、その後湘南でレゲエバーを経営していた。
当時INFINITY16のメンバーだったSHOCK EYEとは中学・高校時代からの知り合いだったが、INFINITY16のメンバーになる前は交流が無かった。しかしSHOCK EYEと偶然茅ヶ崎で再会したのをきっかけに2000年、INFINITY16に加入。しかし同年にSHOCK EYEとともに同グループを脱退。2001年にRED RICE、HAN-KUN、GOKI（現：GOKIGEN SOUND、2002年に脱退）と湘南乃風を結成するとともに、インディーズレーベル134LABELを立ち上げた。
2007年6月26日、MINMIが自身との子を妊娠していること、子の誕生後に結婚式、披露宴を行う予定であると発表した。
2007年11月18日、第1子となる長男の誕生と同日にMINMIと婚姻届出。2010年8月5日には第2子の次男、2012年6月に長女が誕生するも、2016年2月28日に離婚していたことを発表した。
2010年12月15日、エイベックスに新レーベル「Tank Top Records」を設立。2011年1月26日にソロデビュー。
2017年、TBSテレビ系ドラマ『下剋上受験』で本格的に役者デビューを果たす。

## ディスコグラフィ

### シングル

#### CDシングル
| 枚  | リリース日     | タイトル                                | 最高位 | 型番                                    |
| --- | -------------- | --------------------------------------- | ------ | --------------------------------------- |
| 1st | 2011年5月25日  | 守るべきもの                            | 48位   | <AVCD-43005>                            |
| 2nd | 2011年10月26日 | TASUKI/青空                             | 77位   | CD+DVD：<AVCD-43010/B> CD：<AVCD-43011> |
| 3rd | 2012年4月25日  | 俺が俺が〜世界中が敵になっても〜/春一番 | 91位   | CD+DVD：<AVCD-43014/B> CD：<AVCD-43015> |
| 4th | 2015年11月4日  | 負けるな小さきものよ                    | ‐位    | <TKCA-74301>                            |

#### 配信シングル
| 枚  | 配信日         | タイトル                 |
| --- | -------------- | ------------------------ |
| 1st | 2010年3月10日  | いのち〜LOVE FOR HAITI〜 |
| 2nd | 2011年1月26日  | いのち〜桜の記憶〜       |
| 3rd | 2012年10月17日 | LOVERS feat. 加藤ミリヤ  |

### アルバム
| 枚  | リリース日     | タイトル                                     | 最高位 | 型番                                    |
| --- | -------------- | -------------------------------------------- | ------ | --------------------------------------- |
| 1st | 2011年11月2日  | あなたの笑顔は世界で一番美しい               | 11位   | CD+DVD：<AVCD-43012/B> CD：<AVCD-43013> |
| 2nd | 2013年9月11日  | LIFE IS MOUNTAIN                             | 39位   | CD+DVD：<AVCD-43018/B> CD：<AVCD-43019> |
| 3rd | 2014年11月12日 | WAKADANNA 3 〜絶対に諦めないよ、オレは!!〜   | 51位   | CD+2DVD：<TKCA-74164> CD：<TKCA-74168>  |
| 4th | 2015年8月5日   | WAKADANNA 4 〜男はつらいぜ、泣いてたまるか〜 | 73位   | <TKCA-74250>                            |
| 5th | 2016年4月6日   | WAKADANNA 5 〜フォアグラなんていらねぇよ〜   | 180位  | <TKCA-74352>                            |

### DVD BOOK
| 枚  | 配信日         | タイトル                         |
| --- | -------------- | -------------------------------- |
| 1st | 2012年10月18日 | LOVERS feat. 加藤ミリヤ DVD BOOK |

### 湘南乃風オリジナルアルバム収録のソロ楽曲
| 年     | タイトル                                 | 収録アルバム             |
| ------ | ---------------------------------------- | ------------------------ |
| 2003年 | How we get down feat. BOOGIE MAN & VADER | 湘南乃風〜REAL RIDERS〜  |
| 2003年 | 誇り高き戦士〜Pride in the ring〜        | 湘南乃風〜REAL RIDERS〜  |
| 2004年 | MY WAY feat. MINMI                       | 湘南乃風〜ラガパレード〜 |
| 2004年 | 札束                                     | 湘南乃風〜ラガパレード〜 |
| 2006年 | 犬の唄                                   | 湘南乃風〜Riders High〜  |
| 2009年 | ダイヤモンド                             | 湘南乃風〜JOKER〜        |
| 2013年 | あなたのために                           | 湘南乃風〜2023〜         |
| 2015年 | ちくしょー☆ばいみー                      | 湘南乃風〜COME AGAIN〜   |
| 2018年 | Then You Smile                           | 湘南乃風〜一五一会〜     |

### 参加作品

#### フィーチャリング
1. MSC「MATADOR」（2003年2月25日）
  - 11. For S（feat.RED RICE & 若旦那 from 湘南乃風）
2. 加藤ミリヤ 「LALALA feat. 若旦那（湘南乃風）/FUTURECHECKA feat. SIMON, COMA-CHI&TARO SOUL」（2007年10月17日） (MAXI)
  - 1. LALALA feat. 若旦那（湘南乃風）
3. AIDS チャリティ Project「RED RIBBON Spiritual Song 〜生まれ来る子供たちのために〜」（2007年11月28日） (MAXI)
  - Vocal by 絢香・小田和正・加藤ミリヤ・TAKE (Skoop On Somebody) ・TERU (GLAY) ・一青窈・RYO（ケツメイシ）・若旦那（湘南乃風）
4. 加藤ミリヤ 「TOKYO STAR」（2008年4月2日）
  - 1. LALALA feat. 若旦那（湘南乃風）
5. INFINITY16 「Dream Believer 〜星に願いを〜」（2008年11月26日） (MAXI)
  - 1. Dream Believer 〜星に願いを〜 welcomez MINMI, 若旦那 & HAN-KUN from 湘南乃風, GOKI
6. INFINITY16 「Welcomez」（2008年12月24日）（初回限定盤：3CD / 通常盤：2CD）
  - [DISC-1] 2. Dream Believer 〜星に願いを〜 welcomez MINMI, 若旦那 & HAN-KUN from 湘南乃風, GOKI
7. INFINITY16「伝えたい事がこんなあるのに」（2009年8月26日）
  - 1. 伝えたい事がこんなあるのに welcomez 若旦那 from 湘南乃風 & JAY'ED
8. INFINITY16「愛してる」（2010年4月28日）
  - 1. 愛してる welcomez 若旦那
  - 2. 伝えたい事がこんなあるのに welcomez 若旦那 from 湘南乃風 & JAY'ED -lover's mix-
9. INFINITY16 「LOVE」（2010年9月1日）
  - [DISC-1] 2 . 伝えたい事がこんなあるのに welcomez 若旦那 from 湘南乃風 & JAY'ED
  - [DISC-2] 3 . 愛してる welcomez 若旦那
10. JAMOSA「BOND〜キズナ〜 feat. 若旦那」（2010年10月6日）
11. JAMOSA「LUV〜collabo Best〜」（2010年11月10日）
  - 2. BOND〜キズナ〜 feat. 若旦那
12. JAMOSA「何かひとつ feat. JAY'ED & 若旦那」（2011年2月23日）
13. JAMOSA「SKY」（2011年5月11日）
  - 1. 何かひとつ feat. JAY'ED & 若旦那
  - 11. BOND〜キズナ〜 feat. 若旦那
14. GOKIGEN SOUND「ゴキゲンサン 〜365日のドライブ〜」（2011年7月27日）
  - 6. Summer Sweet ♡ Love feat. 若旦那 & Metis
15. JAY'ED「Toy box（JAY'ED×若旦那）」（2011年8月31日）
16. INFINITY16「KAKUGO」（2011年12月21日）
  - 1. KAKUGO welcomez 若旦那
17. INFINITY16「BEST MIX!」（2011年12月21日）
  - 16. 伝えたい事がこんなあるのに welcomez 若旦那 from 湘南乃風 & JAY'ED
18. JAMOSA「BEST OF MY LUV-collabo selection-」（2012年3月21日）
  - 2. 何かひとつ feat. JAY'ED & 若旦那
19. INFINITY16「MY LIFE」（2012年6月13日）
  - 11. KAKUGO welcomez 若旦那
20. BES「コムギLOVE feat. 若旦那 & May J.」（2012年6月13日）
21. 加藤ミリヤ「LOVERS part II feat. 若旦那」（2012年10月17日）
22. 加藤ミリヤ「TRUE LOVERS」（2012年11月21日）
  - 2. LOVERS part II feat. 若旦那
23. BES「ONE」（2013年3月6日）
  - 14. コムギLOVE feat. 若旦那 & May J.

#### コンピレーション
1. オムニバス「レゲエ野郎2」（2002年9月28日）
  - 7. 特攻壱番旗(若旦那)
2. オムニバス「ROCK CITY 2」（2003年10月8日）（2枚組）
  - [DISC-1] 14. パンチライン - 若旦那
3. オムニバス「ROCK the SKY -KAERU STUDIO GREATEST HITS-」（2004年9月30日）
  - 28. パンチライン - 若旦那
4. オムニバス「レゲエ野郎3 ンジャ野郎」（2006年8月25日）
  - 5. WHY YU SMOKE? / パイプツカーテル（若旦那）
5. オムニバス「JAPAN REGGAE 〜Dancehall of Fame〜」（2007年2月16日）
  - 12. Scrap & Build（若旦那）
6. オムニバス「ARUZ STUDIO PRESENTS ラガ侍 [RAGGA ZAMURAI]」（2007年7月25日）
  - 4. ZAMURAI 道（若旦那）
7. オムニバス「無限十六 vol.1 -R.A.W.-」（2007年8月8日）
  - 4. 気合だ（RED RICE & 若旦那）
8. オムニバス「無限十六 vol.2 -PARK AVENUE-」（2007年8月8日）
  - 9. ザ・ガマン（RED RICE & 若旦那）
9. オムニバス「BEST OF SUPER JAP‐Classique‐」（2007年11月2日）
  - 18. 音のヤクザ（若旦那）
10. オムニバス「無限十六 vol.3 -FIRE riddim UP & LIVE riddim-」（2008年11月19日）
  - 10. 爆発!!（若旦那 & RED RICE）
11. オムニバス「無限十六 vol.4 -BADDAZ riddim-」（2009年10月28日）
  - 15. DON!DON!（若旦那 & RED RICE）
12. オムニバス「無限十六BEST」（2010年9月15日）
  - [DISC-1] 3.気合いだ / 若旦那 & RED RICE
  - [DISC-1] 13.DON!DON! / 若旦那 & RED RICE
  - [DISC-2] 6.ザ・ガマン / 若旦那 & RED RICE
  - [DISC-2] 9.爆発!! / 若旦那 & RED RICE
13. オムニバス「SOUL Japan Music」（2013年1月23日）
  - 3.守るべきもの / 若旦那
  - 8.何かひとつ feat. JAY’ED & 若旦那 / JAMOSA

### プロデュース作品
- 「札束」（2005年、Hanshin Kubota Dub）
- 渋谷巧「一本道」（2018年5月8日)
- はとバス 創業７０周年 公式ソング「GO GO 〜幸せを運ぶ黄色いバス〜」（2019年）
- MEN's Biore 1 WEB CM曲（2019年）
- 「SHARKS say YES」（2024年12月18日）- 社会人ラグビーチーム 清水建設江東ブルーシャークス チームソング

### 楽曲提供
1. 関ジャニ∞「キング オブ 男!」（2014年2月19日） - 作詞
2. ジャニーズWEST「銀河系」（2021年1月13日） - 作詞・作曲

## タイアップ一覧
| 曲名                 | タイアップ                                                 |
| -------------------- | ---------------------------------------------------------- |
| 負けるな小さきものよ | テレビアニメ『 うしおととら』第2クールのエンディングテーマ |

## 主な出演
※ ソロ活動のみ。グループでの出演は湘南乃風を参照。

### テレビドラマ
- 美咲ナンバーワン!! 第8話（2011年3月2日、日本テレビ） - 本人役（友情出演）
- 愛を乞うひと（2017年1月11日、日本テレビ） - 剛田 役
- 下剋上受験（2017年1月13日 - 3月17日、TBS） - 松尾 役[4]
- 社長室の冬 第5話（2017年5月28日、WOWOW） - 長谷川 役
- 沈黙法廷 第1話（2017年9月24日、WOWOW）- 哀川実 役
- 片想い 第3話（2017年11月4日、WOWOW） - 隣室の男 役
- 民衆の敵〜世の中、おかしくないですか!?〜（2017年10月23日 - 12月25日、フジテレビ） - 若宮寛 役
- ミラー・ツインズ（2019年） - 山沢地広 役
- 逃亡者 (2020年のテレビドラマ)（2020年） ‐ 達川茂 役

### 映画
- ドロップ(友情出演)　(2009年)
- JK☆ROCK（2019年）
- 影に抱かれて眠れ（2019年）原作：北方謙三『抱影』（講談社文庫刊）- 中井健太郎 役
- 灰色の壁 -大宮ノトーリアス-（2022年） - 門馬 役[6]

### Vシネマ
- 影と呼ばれた男たち4,5,6（2020年） - 藤田(元傭兵)
- 日本統一30〜32（2018年 - 2019年） - 内田昇
  - 日本統一30（2018年） - 丸神会三代目藤代組本部長
  - 日本統一31・32（2018年 - 2019年） - 三代目侠和会四代目藤代組若頭

### 舞台
- 負けんな漫研！（2017年9月、品川六行会ホール）
- Ay 曽根崎心中（2018年12月、東京・新国立劇場 ）
- 新・罪と罰 （2019年4月、東京芸術劇場シアターイースト）

### ラジオ
- FM COCOLO「僕らは海峡を渡る」 （レギュラー出演、毎週土曜日 20:00〜21:00）
- 渋谷のラジオ「FM新羅慎二」（レギュラー出演、毎月第一火曜日 19:05〜）

### 漫画
- 「センター〜渋谷不良同盟〜」１巻〜５巻（著者：若旦那 / 加納康雄 / フジジュン）

### ラジオドラマ
- タイガーマスクW ドラマCD（2017年、龍虎宴（初回生産限定盤【虎】収録） - グレート・ワカ 役

### その他
- にっぽん百名山スペシャル「きょうは山の日 山の恵みに感謝しよう！」 (山形・月山編)　(2017年8月11日 NHK BSプレミアム)
- みんなで六甲おろし2019
- 今こそ知りたい!めざせ!プログラミングスター（2019年4月6日 - 2020年12月26日、BS日テレ） - MC[7]